# Молосові
Молосові  (Molossidae) — родина рукокрилих, яка згідно з МСОП містить 19 родів і 119 видів. Типовий рід — Молос (Molossus). Це як правило досить кремезні рукокрилі з відносно довгими й вузькими крилами й зі зморшкуватими губами. Вони можуть летіти зі швидкістю 95 км/год, використовуючи хвостові крила, а також підійматися на висоту в 3 км — що робить їх унікальними серед кажанів. Вони поширені на всіх континентах, крім Антарктиди. Зазвичай селяться в печерах, занедбаних шахтах або тунелях.

## Поширення
Мешкають у теплих частинах світу: від Південної Європи й Південної Азії на південь через Африку і Малайзію і на схід до островів Фіджі і від центрального півдня Сполучених Штатів через Вест-Індію, Мексику і Центральну Америку до південної частини Південної Америки.
У фауні України родина представлена одним фантомним видом — це тадарида європейська (Tadarida teniotis).

## Морфологія
Голова і тіло завдовжки від 40 до приблизно 130 мм, довжина хвоста становить 14–80 мм, передпліччя довжиною 27–85 мм. Коротке волосся тіла має оксамитову текстуру. В одному роді (Cheiromeles) волосся настільки коротке, що тварина здається голою. Деякі види Tadarida мають піднятий гребінь волосся на маківці. Забарвлення зазвичай коричневе, жовто-буре, сіре або чорне. Деякі види, зокрема, в роду Molossus мають дві форми кольору. Голова досить товста, а морда широка. Очі маленькі. Вуха товсті.
Зуби нормального гострокінцевого комахоїдного типу. Зубна формула змінюється від I 1/1, C 1/1, P 1/2, M 3/3 = 26 до I 1/3, C 1/1, P 2/2, M 3/3 = 32.

## Стиль життя
Ночують у печерах, тунелях, будівлях, дуплах дерев, листі (принаймні Molossus), гнилих колодах (вказується для Molossops), щілинах скель і отворах в землі (вказується для Cheiromeles). Вони також знаходять притулок під корою і камінням і часто під рифленими залізними штучними спорудами; вони воліють високі температури, до 47 С і вище, в таких місцях.
Характерний мускусний запах зазвичай заповнює їхнє сховище. Деякі види живуть групами по сотні тисячі або навіть мільйони осіб, інші поєднуються у невеликі групи, і деякі — поодинокі.
Члени цієї родини, як правило, активні протягом всього року. Найпівнічніший вид може бути неактивним протягом коротких періодів, протягом зими, але немає переконливих доказів істинної сплячки. Ці види зазвичай роблять місцеві пересування або, як в Tadarida brasiliensis Нового Світу, сезонні міграції. У порівнянні з польотом багатьох комахоїдних кажанів, їх політ швидкий і відносно прямий. Вони літають з відкритими ротами і посилають ультразвукові сигнали. Раціон складається з комах, часто форм із твердою оболонкою.
Ці кажани, як правило, мають одне дитинча в приплоді й один приплід на рік. Двоє дитинчат народжується рідко.

## Родинне дерево
Molossidae
- Cheiromeles
  - Cheiromeles parvidens
  - Cheiromeles torquatus
- Cynomops
  - Cynomops abrasus
  - Cynomops greenhalli
  - Cynomops mexicanus
  - Cynomops paranus
  - Cynomops planirostris
- Eumops
  - Eumops auripendulus
  - Eumops bonariensis
  - Eumops dabbenei
  - Eumops floridanus
  - Eumops glaucinus
  - Eumops hansae
  - Eumops maurus
  - Eumops patagonicus
  - Eumops perotis
  - Eumops trumbulli
  - Eumops underwoodi
  - Eumops wilsoni
- Molossops
  - Molossops aequatorianus
  - Molossops mattogrossensis
  - Molossops neglectus
  - Molossops temminckii
- Molossus
  - Molossus alvarezi
  - Molossus aztecus
  - Molossus barnesi
  - Molossus coibensis
  - Molossus currentium
  - Molossus molossus
  - Molossus pretiosus
  - Molossus rufus
  - Molossus sinaloae
- Mormopterus
  - Mormopterus acetabulosus
  - Mormopterus beccarii
  - Mormopterus doriae
  - Mormopterus jugularis
  - Mormopterus kalinowskii
  - Mormopterus loriae
  - Mormopterus minutus
  - Mormopterus norfolkensis
  - Mormopterus phrudus
  - Mormopterus planiceps
- Myopterus
  - Myopterus daubentonii
  - Myopterus whitleyi
- Nyctinomops
  - Nyctinomops aurispinosus
  - Nyctinomops femorosaccus
  - Nyctinomops laticaudatus
  - Nyctinomops macrotis
- Otomops
  - Otomops formosus
  - Otomops johnstonei
  - Otomops madagascariensis
  - Otomops martiensseni
  - Otomops papuensis
  - Otomops secundus
  - Otomops wroughtoni
- Platymops
  - Platymops setiger
- Promops
  - Promops centralis
  - Promops nasutus
- Sauromys
  - Sauromys petrophilus
- Tadarida
  - Tadarida aegyptiaca
  - Tadarida aloysiisabaudiae
  - Tadarida ansorgei
  - Tadarida australis
  - Tadarida bemmeleni
  - Tadarida bivittata
  - Tadarida brachyptera
  - Tadarida brasiliensis
  - Tadarida bregullae
  - Tadarida chapini
  - Tadarida condylura
  - Tadarida congica
  - Tadarida demonstrator
  - Tadarida fulminans
  - Tadarida gallagheri
  - Tadarida insignis
  - Tadarida jobensis
  - Tadarida jobimena
  - Tadarida johorensis
  - Tadarida kuboriensis
  - Tadarida latouchei
  - Tadarida leucostigma
  - Tadarida lobata
  - Tadarida major
  - Tadarida midas
  - Tadarida mops
  - Tadarida nanula
  - Tadarida niangarae
  - Tadarida nigeriae
  - Tadarida niveiventer
  - Tadarida petersoni
  - Tadarida plicata
  - Tadarida pumila
  - Tadarida russata
  - Tadarida sarasinorum
  - Tadarida solomonis
  - Tadarida spurrelli
  - Tadarida teniotis
  - Tadarida thersites
  - Tadarida tomensis
  - Tadarida trevori
  - Tadarida ventralis
- Tomopeas
  - Tomopeas ravus